# Krapice
Krapice (německy Kropitz) jsou vesnice, místní část města Františkovy Lázně v okrese Cheb v Karlovarském kraji. V roce 2011 zde žilo v 17 domech 54 obyvatel. Evidenční část Krapice tvoří dvě katastrální území, Krapice a Jedličná.

## Geografie
Krapice se nacházejí přibližně tři kilometry západně od Františkových Lázní v nadmořské výšce 372 metrů. Vesnicí protéká Slatinný potok.

## Historie
Poprvé jsou Krapice v historických textech zmiňovány v roce 1218.

## Obyvatelstvo
Při sčítání lidu v roce 1921 zde žilo 132 obyvatel, všichni německé národnosti. Všichni obyvatelé se hlásili k římskokatolické církvi.
| Rok            | 1869 | 1880 | 1890 | 1900 | 1910 | 1921 | 1930 | 1950 | 1961 | 1970 | 1980 | 1991 | 2001 | 2011 | 2021 |
| -------------- | ---- | ---- | ---- | ---- | ---- | ---- | ---- | ---- | ---- | ---- | ---- | ---- | ---- | ---- | ---- |
| Počet obyvatel | 185  | 183  | 158  | 124  | 158  | 132  | 144  | 36   | 58   | 37   | 33   | 42   | 29   | 36   | 31   |
| Počet domů     | 26   | 28   | 28   | 24   | 24   | 24   | 25   | 25   | -    | 12   | 10   | 18   | 11   | 13   | 13   |

| Rok            | 1869 | 1880 | 1890 | 1900 | 1910 | 1921 | 1930 | 1950 | 1961 | 1970 | 1980 | 1991 | 2001 | 2011 | 2021 |
| -------------- | ---- | ---- | ---- | ---- | ---- | ---- | ---- | ---- | ---- | ---- | ---- | ---- | ---- | ---- | ---- |
| Počet obyvatel | 328  | 331  | 284  | 226  | 281  | 226  | 243  | 79   | 84   | 61   | 33   | 42   | 43   | 54   | 47   |
| Počet domů     | 47   | 49   | 49   | 43   | 44   | 43   | 43   | 38   | -    | 15   | 10   | 18   | 14   | 17   | 17   |

## Obecní správa
Při sčítání lidu v letech 1850–1921 Krapice byly osadou obce Horní Lomany v okrese Cheb. V letech 1922–1959 byly samostatnou obcí v okrese Cheb. Od roku 1960 jsou částí města Františkovy Lázně v okrese Cheb.

## Doprava
Krapice leží u silnice 21323 vedoucí z Dolních Loman podél jezera Amerika zpět do Františkových Lázní.

## Pamětihodnosti
- boží muka s litinovým křížem z roku 1855
- historický statek